# Dorylomorpha aberrans
Dorylomorpha aberrans är en tvåvingeart som beskrevs av David Edward Albrecht 1990. Dorylomorpha aberrans ingår i släktet Dorylomorpha och familjen ögonflugor.
Artens utbredningsområde är British Columbia. Inga underarter finns listade i Catalogue of Life.